# Chloordimeform
Chloordimeform is de triviale naam voor N'-(4-chloor-o-tolyl)-N,N-dimethylformamidine), een carcinogene organische verbinding met als brutoformule C10H13ClN2. De stof bestaat uit kleurloze kristallen, die goed oplosbaar zijn in water.

## Toxicologie en veiligheid
De stof ontleedt bij verhitting met vorming van giftige en corrosieve dampen, waaronder waterstofchloride en stikstofoxiden.